# Father Love (film 1911)
Father Love è un cortometraggio muto del 1911 prodotto dalla Lubin. Il nome del regista non viene riportato nei credit del film.

## Trama
Un giovane violinista, ingaggiato per suonare durante un ricevimento, si innamora di Marion Hayes, la figlia di un milionario. Il vecchio Hayes cerca di separare i due giovani che, allora, decidono di fuggire insieme e di sposarsi.
È passato un anno. Marion, che ha dato alla luce una bambina, muore mentre il musicista resta paralizzato. L'uomo, non volendo che la figlia cresca poveramente, la manda dal nonno.
Sedici anni dopo, la bambina è diventata una bella ragazza. Un giorno, mentre si trova in un negozio di musica, incontra un vecchietto decrepito che è venuto a vendere alcune sue composizioni. Lei gliele compera e gli lascia un biglietto con il suo nome, dicendogli di essere pronta a comprare altra musica da lui. L'uomo, dopo aver letto il suo nome, la interroga per scoprire che quella è proprio sua figlia, la bambina nata dal matrimonio con Marion. Lei è felice di aver ritrovato il padre che non ha mai conosciuto. E la gioia dei due è completa quando il vecchio Hayes accoglie in casa il genero.

## Produzione
Il film fu prodotto dalla Lubin Manufacturing Company.

## Distribuzione
Distribuito dalla General Film Company, il film - un cortometraggio in una bobina - venne distribuito nelle sale statunitensi il 26 gennaio 1911.